# أوديت
أوديت (بالإنجليزية: Odette) هي مغنية أسترالية، ولدت في 1997 في إنجلترا في المملكة المتحدة.

## وصلات خارجية
- أوديت على موقع ميوزك برينز (الإنجليزية)
- أوديت على موقع ديسكوغز (الإنجليزية)